# NGC 4703
NGC 4703 ist eine 13,7 mag helle Spiralgalaxie vom Hubble-Typ Sb im Sternbild Jungfrau auf der Ekliptik. Sie ist schätzungsweise 194 Millionen Lichtjahre von der Milchstraße entfernt und hat einen Durchmesser von etwa 160.000 Lichtjahren.
Im selben Himmelsareal befinden sich u. a. die Galaxien NGC 4699, NGC 4716, IC 3826, PGC 43343.
Das Objekt wurde am 3. März 1786 von Wilhelm Herschel mit einem 18,7-Zoll-Spiegelteleskop entdeckt, der sie mit „eF, vS, E“ beschrieb; bei einer zweiten Beobachtung am 25. März notierte er „small, much extended“.